# 瑞典計算機科學研究所
瑞典計算機科學研究所（英語：Swedish Institute of Computer Science，SICS），非盈利獨立研究機構，以計算機科學研究為主。位於瑞典斯德哥爾摩希斯塔，由瑞典政府與瑞典工業界共同出資，於1985年建立。它的研究領域包括，具網路功能的嵌入式系統，未來網路科技，大規模網路應用程式，與人機界面。
根據2005年1月的資料，它有88位員工，其中有77位研究員。

## 外部連結
- 官方网站

59°24′18″N 17°56′59″E / 59.4049°N 17.9496°E